# Leonardo Rojas
Pour les articles homonymes, voir Rojas.
Ne doit pas être confondu avec Leo Rojas.
Pedro Leonardo Rojas León, plus connu sous le nom de Leo Rojas, né à Lima au Pérou le 9 octobre 1961, est un footballeur péruvien. Jouant au poste de défenseur, il s'est reconverti en entraîneur.

## Biographie

### Carrière en club
Leonardo Rojas commence sa carrière comme attaquant à la fin des années 1970 au sein du Sport Boys. 
En 1981, il passe à l'Universitario de Deportes à la demande expresse de l'entraîneur Roberto Scarone, qui le repositionne en défenseur latéral. C'est à l'Universitario qu'il joue l'essentiel de sa carrière en remportant quatre titres de champion du Pérou en 1982, 1985, 1987 et 1990. Il est d'ailleurs considéré comme l'un des meilleurs défenseurs latéraux de tous les temps du club. 
Il termine sa carrière au Sporting Cristal en 1993, non sans avoir remporté un dernier titre de champion en 1991.
Il participe à de nombreuses reprises à la Copa Libertadores avec les clubs de l'Universitario et du Sporting Cristal (39 matchs joués). Il dispute notamment les quarts de finale de cette compétition en 1993 face à l'América de Cali.

### Carrière en sélection
International péruvien de 1984 à 1989, Leonardo Rojas compte 33 matchs en équipe nationale (aucun but marqué). En 1985, il dispute huit matchs des éliminatoires de la Coupe du monde de 1986. Deux ans plus tard, il fait partie du groupe appelé à disputer la Copa América 1987 en Argentine (deux matchs joués).

### Carrière d'entraîneur
Devenu entraîneur, Leonardo Rojas occupe des postes d'adjoint dans divers clubs péruviens. En 2009, il est nommé à la tête du León de Huánuco en compagnie de Oswaldo Araujo et Miguel Seminario. Il remporte la Copa Perú cette même année ce qui permet au club de retrouver la 1re division en 2010.

## Palmarès

### Palmarès de joueur
| Universitario de Deportes - Championnat du Pérou (4) : - Champion : 1982, 1985, 1987 et 1990. |  | Sporting Cristal - Championnat du Pérou (1) : - Champion : 1991. |

### Palmarès d'entraîneur
León de Huánuco
- Copa Perú (1) :
  - Vainqueur : 2009.